# Harold Solomon
Harold Solomon (ur. 17 września 1952 w Waszyngtonie) – amerykański tenisista, finalista French Open 1976 w grze pojedynczej, reprezentant kraju w rozgrywkach Pucharu Davisa.

## Kariera tenisowa
W swojej karierze Solomon wygrał 22 turnieje ATP Tour w grze pojedynczej na 38 rozegranych finałów. Ponadto zdobył jeden tytuł tej rangi z trzech rozegranych finałów w grze podwójnej. 
W 1976 roku, podczas French Open osiągnął finał w grze pojedynczej. W decydującym meczu przegrał z Adriano Panattą 1:6, 4:6, 6:4, 6:7(3).
W rankingu ATP najwyżej był w grze pojedynczej na 5. miejscu (8 września 1980), a w klasyfikacji gry podwójnej na 4. pozycji (1976).

### Historia występów wielkoszlemowych

#### Występy w grze pojedynczej
| Turniej                    | 1972 | 1973 | 1974 | 1975 | 1976 | 1977 | 1978 | 1979 | 1980 | 1981 | 1982 | 1983 | 1984 | 1985 | 1986 | Zw.-Por. |
| -------------------------- | ---- | ---- | ---- | ---- | ---- | ---- | ---- | ---- | ---- | ---- | ---- | ---- | ---- | ---- | ---- | -------- |
| Australian Open            | A    | A    | A    | A    | A    | A    | A    | A    | A    | A    | A    | A    | A    | A    | NH   | 0–0      |
| French Open                | QF   | 3R   | SF   | QF   | F    | 4R   | 3R   | 4R   | SF   | 1R   | 2R   | A    | 3R   | A    | A    | 36–12    |
| Wimbledon                  | 1R   | A    | 1R   | A    | A    | 1R   | A    | A    | A    | A    | A    | A    | A    | A    | 1R   | 0–4      |
| US Open                    | 2R   | 1R   | A    | 4R   | 1R   | SF   | 4R   | 4R   | 4R   | 3R   | 3R   | 1R   | A    | A    | A    | 22–11    |
| Zw.-Por. w Wielkim Szlemie | 4–3  | 2–2  | 5–2  | 7–2  | 6–2  | 8–3  | 5–2  | 6–2  | 8–2  | 2–2  | 3–2  | 0–1  | 2–1  | 0–0  | 0–1  | 58–27    |

#### Występy w grze podwójnej
| Turniej                    | 1972 | 1973 | 1974 | 1975 | Zw.-Por. |
| -------------------------- | ---- | ---- | ---- | ---- | -------- |
| Australian Open            | A    | A    | A    | A    | 0–0      |
| French Open                | 1R   | 2R   | 2R   | QF   | 4–4      |
| Wimbledon                  | A    | A    | 1R   | A    | 0–1      |
| US Open                    | A    | A    | A    | 1R   | 0–1      |
| Zw.-Por. w Wielkim Szlemie | 0–1  | 1–1  | 1–2  | 2–2  | 4–6      |

### Finały turniejów wielkoszlemowych

#### Gra pojedyncza (0–1)
| Końcowy wynik | Nr | Data | Turniej            | Nawierzchnia | Przeciwnik      | Wynik finału          |
| ------------- | -- | ---- | ------------------ | ------------ | --------------- | --------------------- |
| Finalista     | 1. | 1976 | French Open, Paryż | Ceglana      | Adriano Panatta | 1:6, 4:6, 6:4, 6:7(3) |

### Zwycięstwa w turniejach ATP Tour

#### Gra pojedyncza (22)
| Końcowy wynik | Nr  | Data | Turniej       | Nawierzchnia    | Przeciwnik         | Wynik finału            |
| ------------- | --- | ---- | ------------- | --------------- | ------------------ | ----------------------- |
| Zwycięzca     | 1.  | 1974 | Waszyngton    | Ceglana         | Guillermo Vilas    | 1:6, 6:3, 6:4           |
| Zwycięzca     | 2.  | 1975 | Toronto       | Dywanowa (hala) | Stan Smith         | 6:4, 6:1                |
| Zwycięzca     | 3.  | 1975 | Memphis       | Twarda (hala)   | Jiří Hřebec        | 2:6, 6:1, 6:4           |
| Zwycięzca     | 4.  | 1975 | Perth         | Twarda          | Sandy Mayer        | 6:2, 7:6, 7:5           |
| Zwycięzca     | 5.  | 1975 | Johannesburg  | Twarda          | Brian Gottfried    | 6:3, 6:2, 5:7, 6:2      |
| Zwycięzca     | 6.  | 1976 | Waszyngton    | Dywanowa (hala) | Onny Parun         | 6:3, 6:1                |
| Zwycięzca     | 7.  | 1976 | Houston       | Ceglana         | Ken Rosewall       | 6:4, 1:6, 6:1           |
| Zwycięzca     | 8.  | 1976 | Louisville    | Ceglana         | Wojciech Fibak     | 6:2, 7:5                |
| Zwycięzca     | 9.  | 1976 | Maui          | Twarda          | Bob Lutz           | 6:3, 5:7, 7:5           |
| Zwycięzca     | 10. | 1976 | Johannesburg  | Twarda          | Brian Gottfried    | 6:2, 6:7, 6:3, 6:4      |
| Zwycięzca     | 11. | 1977 | Bruksela      | Ceglana         | Karl Meiler        | 7:5, 3:6, 2:6, 6:3, 6:4 |
| Zwycięzca     | 12. | 1977 | Cincinnati    | Ceglana         | Mark Cox           | 6:2, 6:3                |
| Zwycięzca     | 13. | 1977 | Lakeway       | Dywanowa (hala) | Ken Rosewall       | 7:6, 6:2, 2:6, 0:6, 6:3 |
| Zwycięzca     | 14. | 1978 | Las Vegas     | Twarda          | Corrado Barazzutti | 6:1, 3:0, krecz         |
| Zwycięzca     | 15. | 1978 | Louisville    | Ceglana         | John Alexander     | 6:2, 6:2                |
| Zwycięzca     | 16. | 1979 | Baltimore     | Dywanowa (hala) | Marty Riessen      | 7:5, 6:4                |
| Zwycięzca     | 17. | 1979 | North Conway  | Ceglana         | José Higueras      | 5:7, 6:4, 7:6           |
| Zwycięzca     | 18. | 1979 | Paryż         | Twarda (hala)   | Corrado Barazzutti | 6:3, 2:6, 6:3, 6:4      |
| Zwycięzca     | 19. | 1980 | Baltimore     | Dywanowa (hala) | Tim Gullikson      | 7:6, 6:0                |
| Zwycięzca     | 20. | 1980 | Hamburg       | Ceglana         | Guillermo Vilas    | 6:7, 6:2, 6:4, 2:6, 6:3 |
| Zwycięzca     | 21. | 1980 | Cincinnati    | Twarda          | Francisco González | 7:6, 6:3                |
| Zwycięzca     | 22. | 1980 | Tel Awiw-Jafa | Twarda          | Shlomo Glickstein  | 6:2, 6:3                |

#### Gra podwójna (1)
| Końcowy wynik | Nr | Data | Turniej    | Nawierzchnia | Partner     | Przeciwnicy             | Wynik finału |
| ------------- | -- | ---- | ---------- | ------------ | ----------- | ----------------------- | ------------ |
| Zwycięzca     | 1. | 1976 | Waszyngton | Twarda       | Eddie Dibbs | Mark Cox Cliff Crysdale | 6:4, 7:5     |